# 蒔野靖弘
蒔野 靖弘（まきの やすひろ）は、日本の漫画家、イラストレーター。東京都出身。別名義に、牧野靖弘やのぎまこと、うにぁぼがある。
東京都出身。現在は宮城県仙台市在住。宮城県古川工業高等学校卒、仙台デザイン専門学校卒。仙台のデザイン事務所に在籍してスポーツランドSUGOでYAMAHAの仕事にも従事。石巻の喫茶店で雇われマスターもしていた。血液型はO型。
いつも本人が公言する話に車もバイクも１発免許取得で「教習所には行ったことが無い」がある

## 経歴
荒木飛呂彦の後輩にあたり、仙台で執筆していたデビュー作『魔少年ビーティー』にアシスタントとして参加。石巻に住んでいた1980年代に『ペンギンクラブ』でデビュー、デビュー当時はコミックハウスで刊行する雑誌で執筆。同時に司書房や桃園書房などの本にも執筆。フランス書房では単行本一冊書き下ろした。代表作は『ヤングコミック』にて連載された『ピンクちゃんV』。『コミックバーガー』にて連載の『瑠璃色ア・ラ・カルト』。『月刊コミックドラゴン』で連載の『魔法少女プリティサミー』など。
自動二輪の免許を取るための本のイラストやラノベのカットなども描いてる。
ゲーム本などの付録においてゲームのCGにも携わり永井豪作けっこう仮面のゲームのCG百数十枚を一人で仕上げた経歴もある。
石ノ森萬画館建設計画が立ち上がった際、牧野にも声がかけられるも本人談として「当時はアダルトマンガしか描いて無かったので追々迷惑がかかるかもしれないと断った」という話を本人もしている。
TECH WINのCD-ROMにクイズゲーム用のCGを1年半掲載
アダルトゲームのアンソロジーも多数執筆している。
仙台在住で2011年、自宅で東日本大震災に被災し、自宅も大きな被害を受け活動の休止を余儀なくされる。また、石巻の実家が津波で流され過去の作品の一部が損失する。2012年、震災での出来事を描いた電子書籍「漫画に描く後悔と感謝。あの日おきたこと。」を自主発行。（現在はアマゾンのキンドルで読むことが出来る）
その後は、『ガールズ アンド パンツァー』のアンソロジーや劇場版『ストライクウィッチーズ』のタロットカードデザインなどに参加するなど徐々に活動を再開する。
2015年から秋田書店の『ヤングチャンピオン烈』に『cafeBIKER's』と言うバイク擬人化マンガを年に一回ぐらいのスパンで掲載。また同社のウエブコミック配信サイト『チャンピオンクロス』にて、『ばくおん!! 〜天野恩紗のニコイチ繁盛記〜』を2018年4月17日から9月18日まで連載。
その途中で講談社の実験雑誌（web版）として、バイク漫画の執筆・掲載もしたが数ヶ月後に実験は終了。
その後、年に数回ヤングチャンピオン烈にて不定期連載を継続。それらを経て2023年秋より同タイトルの『ばくおん!! 〜天野恩紗のニコイチ繁盛記〜』を別冊ヤングチャンピオンにて月間連載を再開。2024年現在も連載継続中である。（秋田書店公式のweb版でも読むことが可能）

## 作品リスト
- 瑠璃色ア・ラ・カルト：全4巻（『コミックバーガー』連載、スコラ刊）携帯配信中
- 魔法少女プリティサミー：全3巻（『月刊コミックドラゴン』連載、富士見書房刊）
- ピンクちゃんV：1〜3巻（『月刊ヤングコミック』連載、少年画報社刊）携帯配信中
- いやしてあげる：1巻（『comicキャンドール』連載、実業之日本社刊）携帯配信中
- あるこリズム：1-2巻（『コミックXO』連載、オークス刊）- 連載は完結。未単行本化分も含めてマンガ図書館Zで公開・販売中。
- アキバ系ネットアイドルプロジェクト：（『ナマイキッ!』連載竹書房刊　バンブー・コミックス）
- はこびや：（『ナマイキッ！』連載竹書房刊 バンブー・コミックス）
- 満月姫楽〜TYPE―MOON傑作選：（ミッシィコミックス ツインハートコミックスシリーズ）
- けっこう仮面：原画（PC-9800シリーズ用、アイデス）
  1. おしおきパラダイスの巻
  2. おしおき伝説の巻
- 太鼓の達人：（ファミ通DS付録にて連載）
- とくめいきぼう
- バージン♥ラブ
- 女のコちょっとH!?〜やさしくしてね〜
- キャンパス・エンジェル
- 脱がしちゃイヤ!
- 美少女Hスクール
- 気ままにエッチBEAT!
- 麻美子先生のおしおき
- スミレ咲きます
- MANKAI桜子
- 処女に祈りを
- お願い 満珠を守って! - 「守ってあげたい!グラビアアイドル!!（全9話、うにぁぼ名義）」のタイトルでDL販売。
- 茜ちゃんPANIC!
- ばくおん!! 〜天野恩紗のニコイチ繁盛記〜：（『チャンピオンクロス』連載、秋田書店ウエブコミック配信サイト）2018年4月17日 - 2018年9月18日

他、50冊以上の単行本が発行。